# 第52回全国高等学校ラグビーフットボール大会
第52回全国高等学校ラグビーフットボール大会（だい52かいぜんこくこうとうがっこうラグビーフットボールたいかい）は、1973年1月1日から9日まで近鉄花園ラグビー場にて行われた、全国高校ラグビー選手権である。優勝は東京都の目黒高校（2回目）。

## 概要
- 今大会から高校ラグビー版オールスターゲームである高校東西対抗試合が大会終了後に行われた。

## 出場校
- 北北海道 北見北斗 （7年ぶり16回目）
- 南北海道 函館工 （2年連続3回目）
- 北東北 秋田工（秋田県） （3年ぶり34回目）
- 中東北 黒沢尻工（岩手県） （2年連続7回目）
- 南東北 東北（宮城県） （初出場）
- 東関東 水戸農（茨城県） （4年ぶり10回目）
- 北関東 行田工（埼玉県） （初出場）
- 南関東 日川（山梨県） （5年連続6回目）
- 東京第一 目黒  （6年連続6回目）
- 東京第二 国学院久我山 （4年連続4回目）
- 神奈川 慶應 （2年連続29回目）
- 北越 新潟工（新潟県） （7年連続7回目）
- 北陸 石川県工（石川県） （初出場）
- 信静 清水南（静岡県） （2年連続2回目）
- 愛知 津島商工 （4年ぶり2回目）
- 三岐 関商工（岐阜県） （3年ぶり2回目）

- 京滋 花園（京都府） （5年連続8回目）
- 大阪第一 浪商 （4年連続4回目）
- 大阪第二 守口 （初出場）
- 兵庫 報徳学園 （2年連続7回目）
- 紀和 天理高定（奈良県） （5年ぶり3回目）
- 東中国 広島工（広島県） （5年連続6回目）
- 西中国 大津（山口県） （初出場）
- 北四国 新田（愛媛県） （2年ぶり14回目）
- 南四国 貞光工（徳島県） （3年連続9回目）
- 福岡第一 福岡工 （2年連続13回目）
- 福岡第二 福岡 （2年連続31回目）
- 中九州 佐賀工（佐賀県） （3年連続3回目）
- 長崎 長崎南 （2年ぶり2回目）
- 大分 大分舞鶴 （2年ぶり13回目）
- 南九州 大口（鹿児島県） （4年連続7回目）
- 前年度優勝校 天理（奈良県） （18年連続30回目）

## 試合時間
全試合25分ハーフ。同点で終了した場合は抽選にて次回進出校を決める。

## 試合

### 1回戦
- 秋田工 16 - 4 守口
- 大口 27 - 10 水戸農
- 大津 18 - 13 清水南
- 目黒 56 - 0 福岡
- 大分舞鶴 30 - 21 新潟工
- 新田 24 - 6 石川県工
- 黒沢尻工 38 - 12 報徳学園
- 長崎南 74 - 0 函館工

- 花園 17 - 9 津島商工
- 関商工 20 - 8 佐賀工
- 慶応 30 - 12 天理高定
- 浪商 20 - 12 東北
- 福岡工 12 - 4 行田工
- 国学院久我山 26 - 12 広島工
- 日川 30 - 4 貞光工
- 天理 13 - 12 北見北斗

### 2回戦
- 秋田工 28 - 0 大口
- 目黒 56 - 10 大津
- 大分舞鶴 13 - 4 新田
- 黒沢尻工 46 - 8 長崎南

- 花園 12 - 9 関商工
- 浪商 32 - 6 慶応
- 国学院久我山 24 - 7 福岡工
- 天理 8 - 4 日川

### 準々決勝
- 目黒 43 - 16 秋田工
- 黒沢尻工 19 - 3 大分舞鶴

- 花園 30 - 20 浪商
- 国学院久我山 21 - 7 天理

### 準決勝
- 目黒 8 - 6 黒沢尻工
- 花園 17 - 4 国学院久我山

### 決勝
- 目黒（3年ぶり2回目） 27 - 0 花園

## 関連試合

### 第1回高校東西対抗試合
東軍監督鷹木立雄、西軍監督林田昭喜
- 1973年1月15日 秩父宮ラグビー場 試合結果東軍 19-14西軍